# Gaultheria pyroloides
Gaultheria pyroloides là một loài thực vật có hoa trong họ Thạch nam. Loài này được Hook.f. & Thomson ex Miq. mô tả khoa học đầu tiên năm 1863.

## Hình ảnh

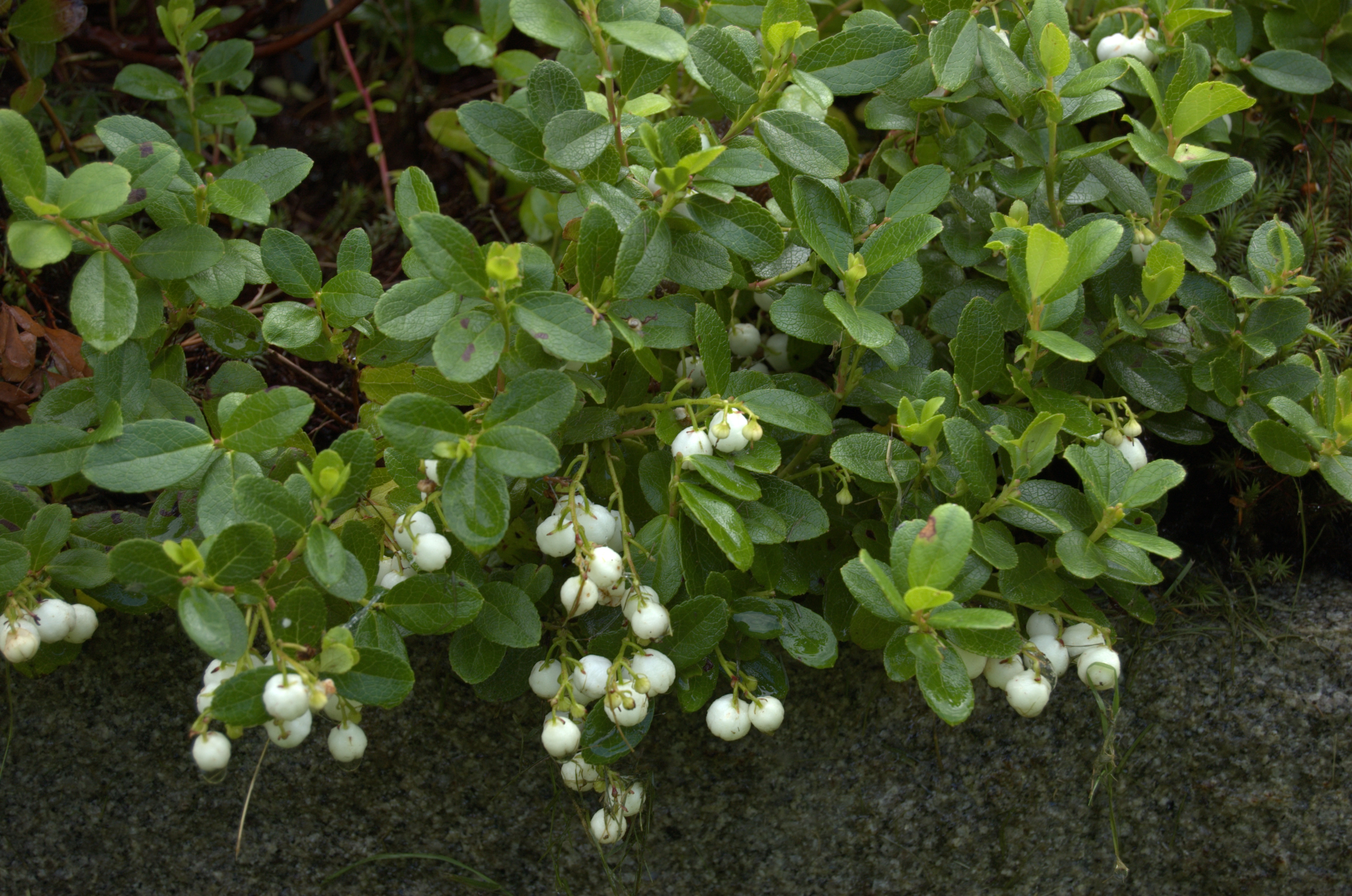
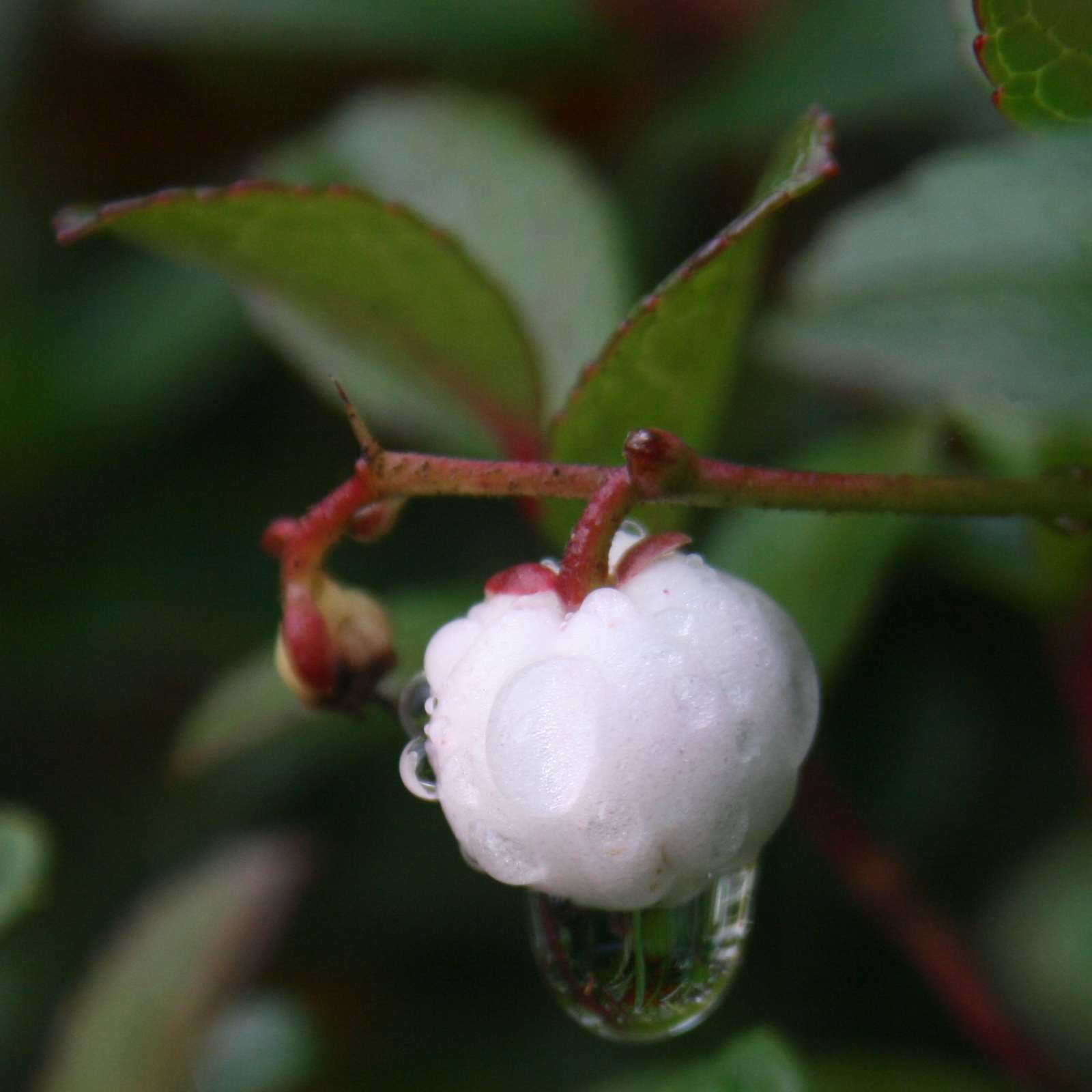
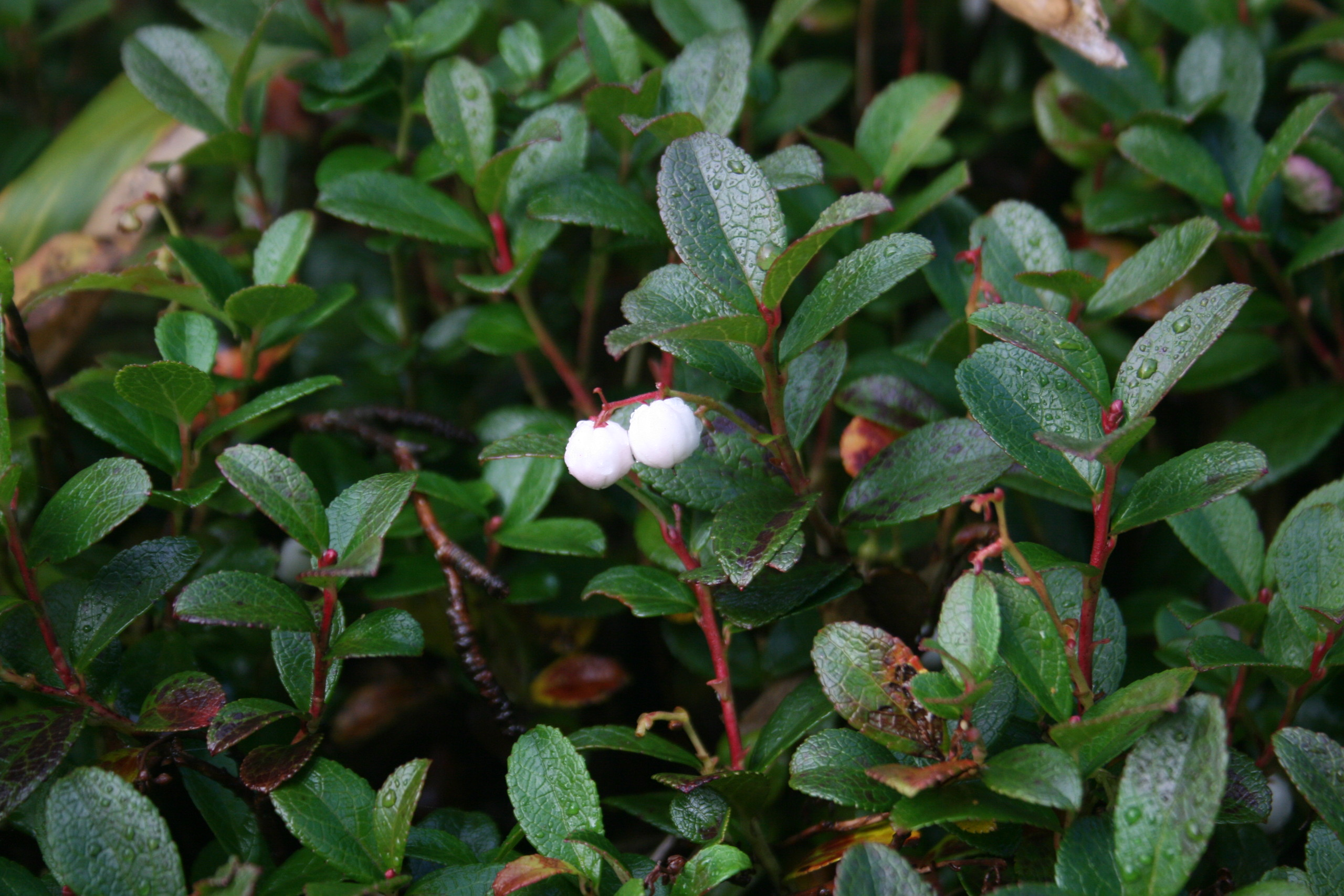
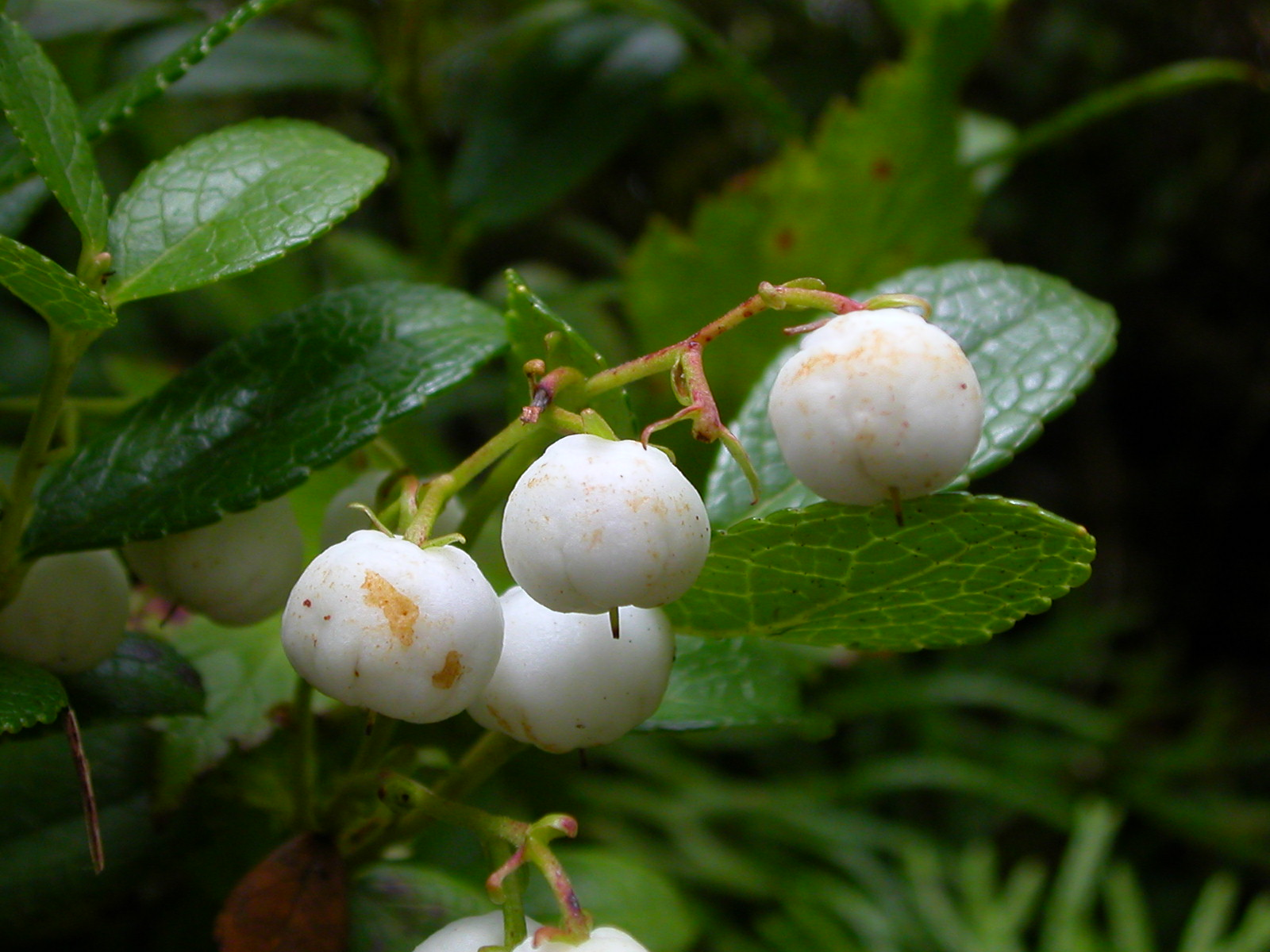